# Albstadt
Albstadt is een gemeente in de Duitse deelstaat Baden-Württemberg, gelegen in het Zollernalbkreis. De stad is een Große Kreisstadt en telt 45.472 inwoners.

## Geografie

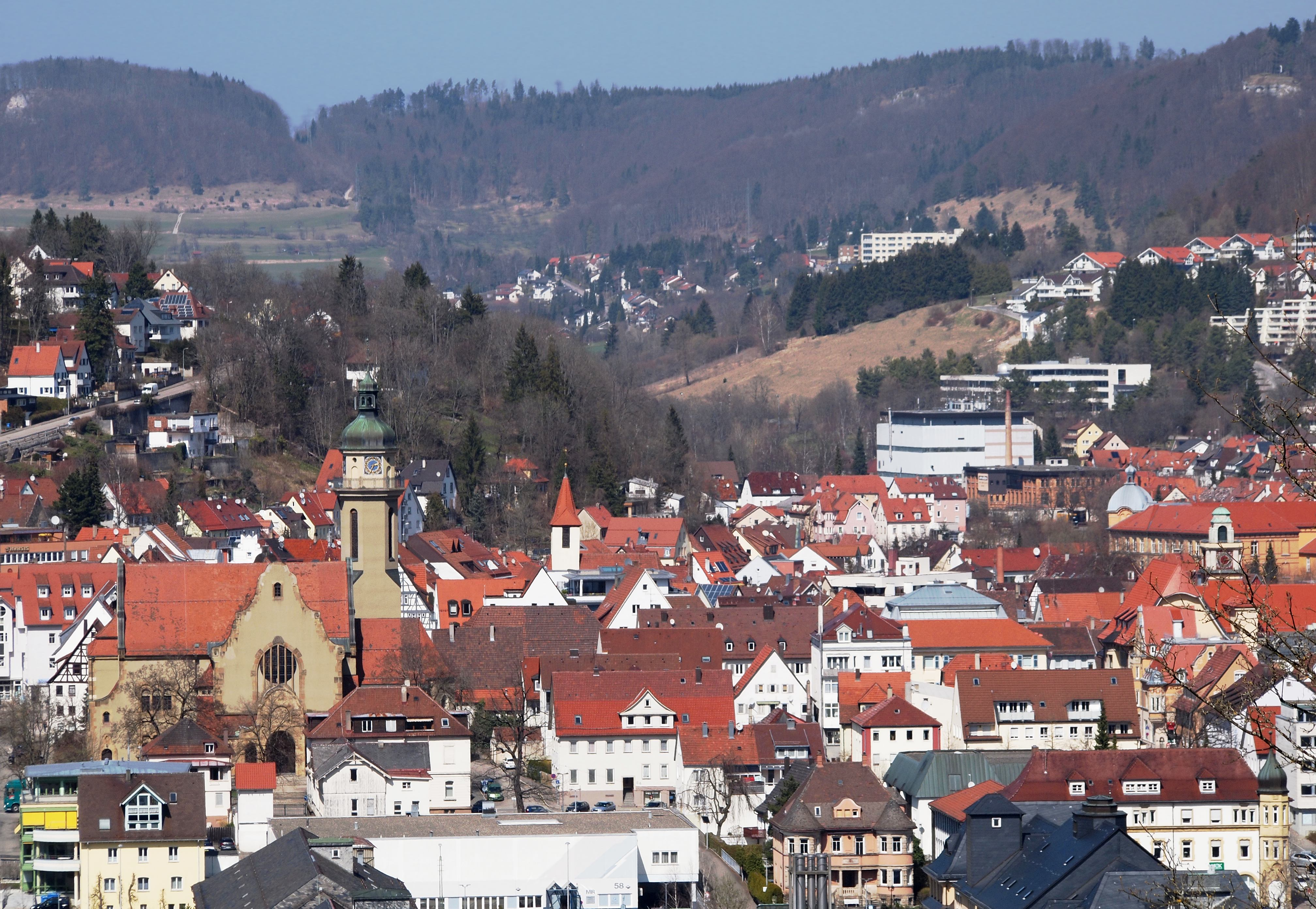
in de Schwäbische Alb

Albstadt heeft een oppervlakte van 134,41 km² en ligt in het zuidwesten van Duitsland.

## Plaatsen in de gemeente Albstadt
- Burgfelden
- Ebingen
- Laufen
- Lautlingen
- Margrethausen
- Onstmettingen
- Pfeffingen
- Tailfingen
- Truchtelfingen

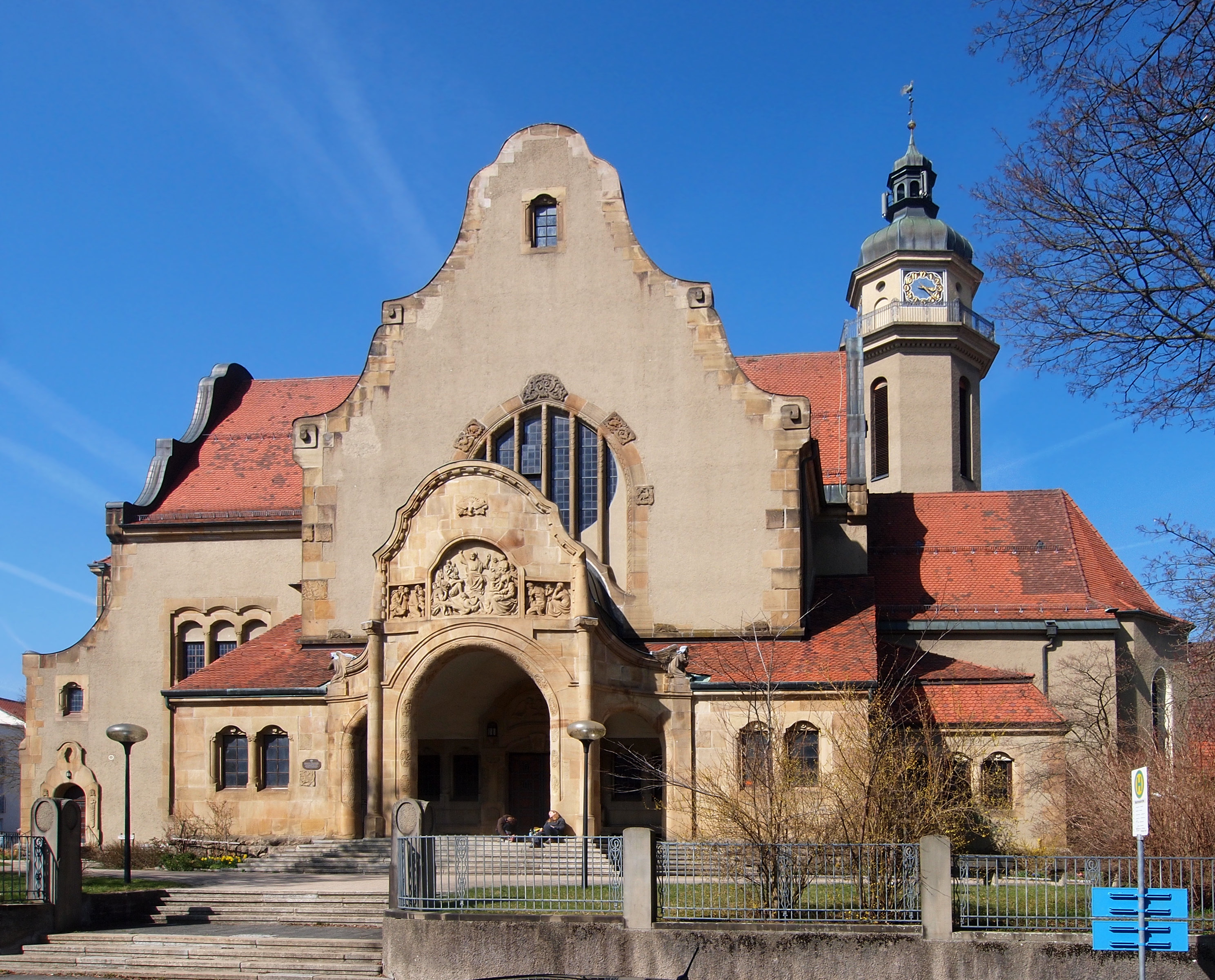
Sint-Martinuskerk
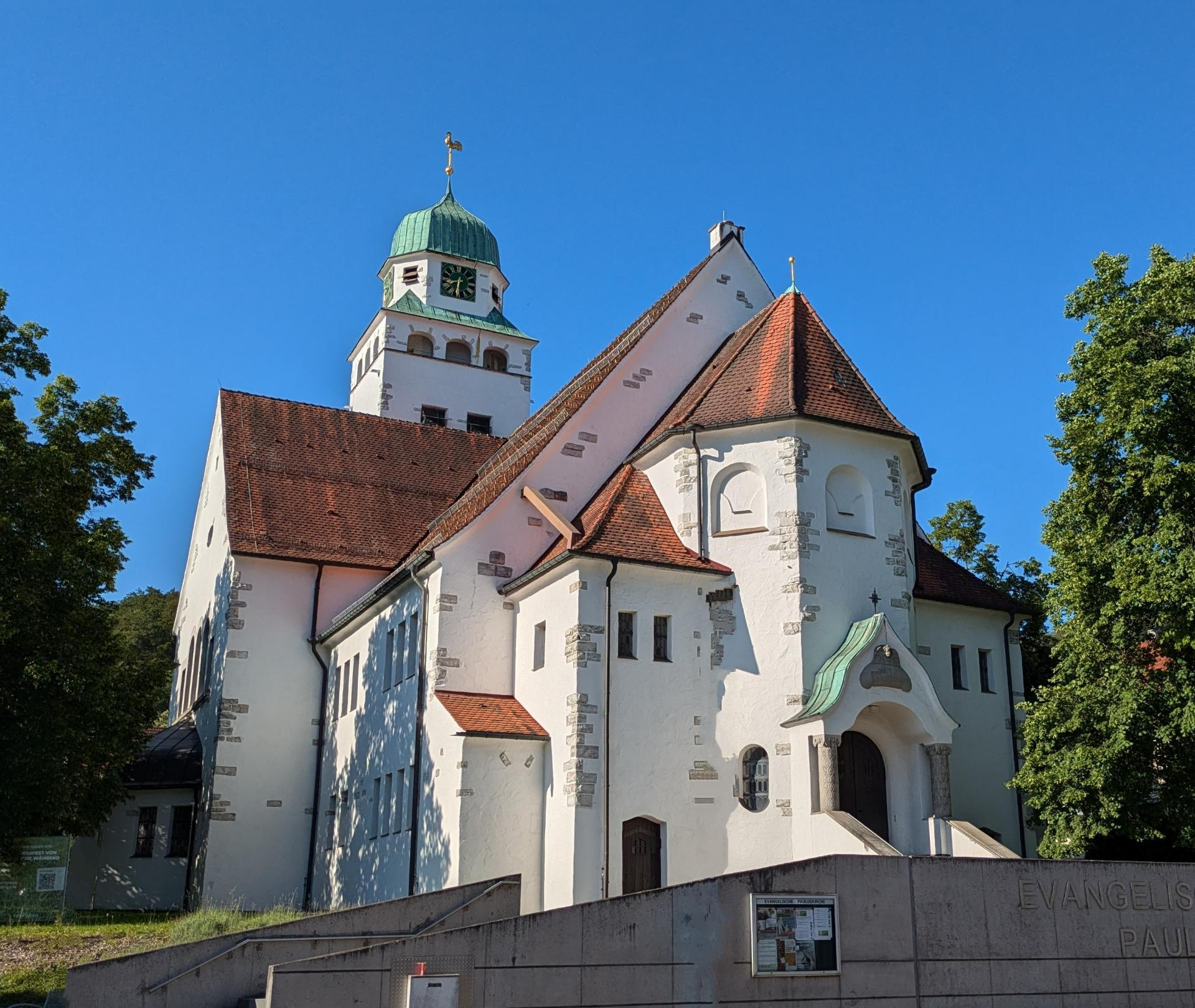
Sint-Pauluskerk
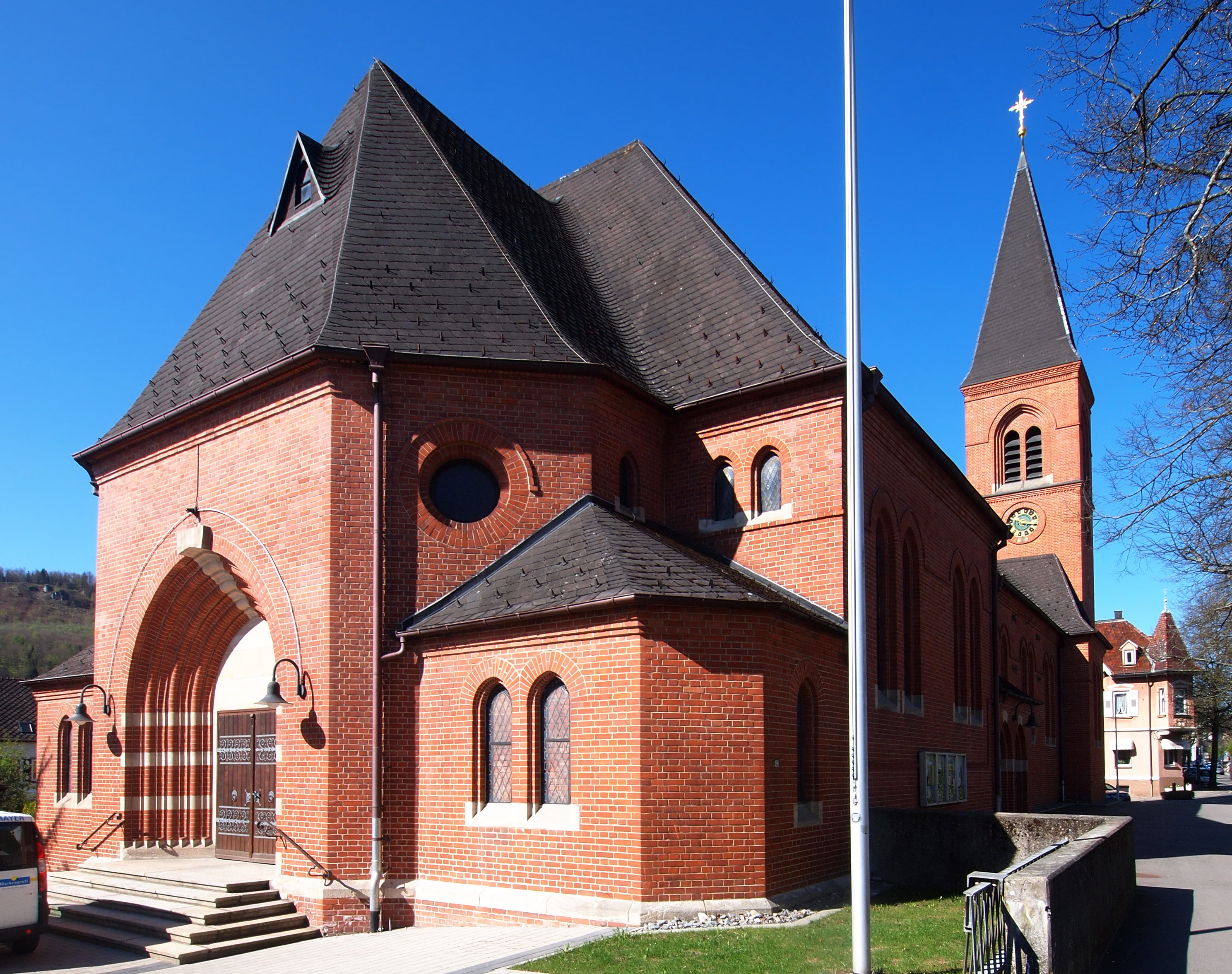
Sint-Jozefkerk
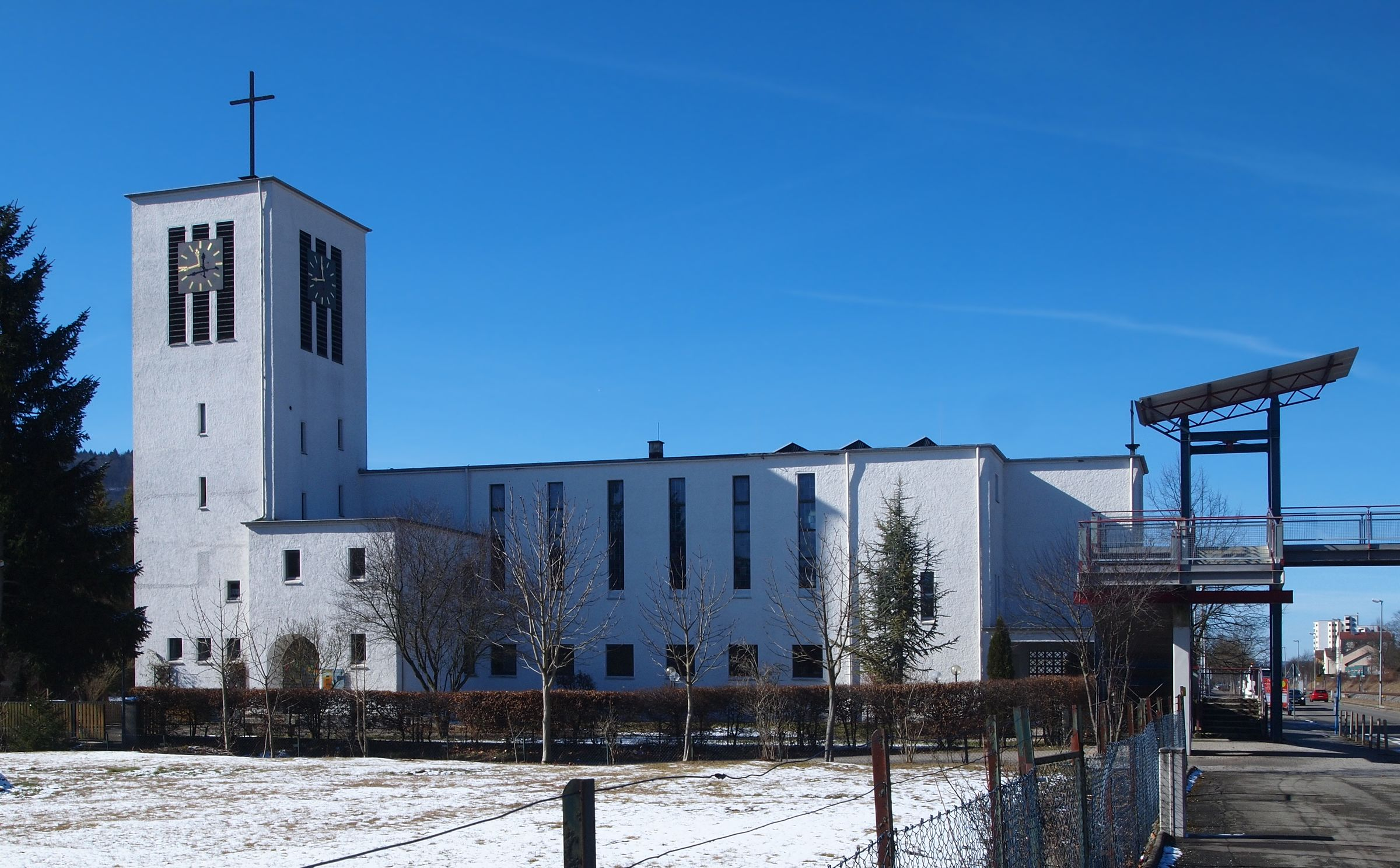
Vrede kerk
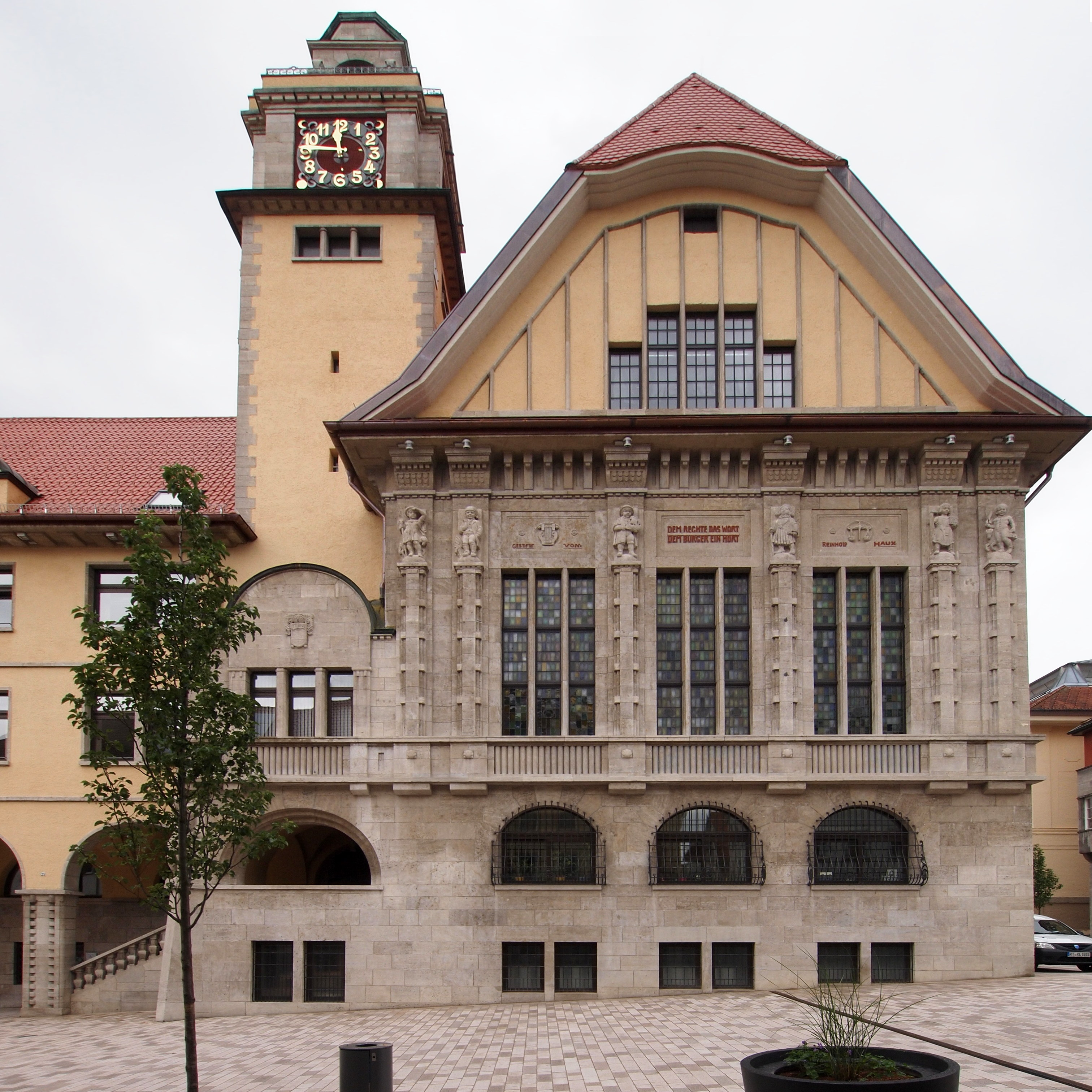
Gemeentehus

Albstadt ·
Balingen ·
Bisingen ·
Bitz ·
Burladingen ·
Dautmergen ·
Dormettingen ·
Dotternhausen ·
Geislingen ·
Grosselfingen ·
Haigerloch ·
Hausen am Tann ·
Hechingen ·
Jungingen ·
Meßstetten ·
Nusplingen ·
Obernheim ·
Rangendingen ·
Ratshausen ·
Rosenfeld ·
Schömberg ·
Straßberg ·
Weilen unter den Rinnen ·
Winterlingen ·
Zimmern unter der Burg